# Nguyễn Thị Ngọc Hoa
Nguyễn Thị Ngọc Hoa (sinh ngày 10 tháng 11 năm 1987) là vận động viên bóng chuyền nữ Việt Nam.
Ngoài thành tích cá nhân trong nước, Ngọc Hoa từng giành một số thành tựu quốc tế như 3 giải vận động viên ghi điểm nhiều nhất, tấn công tốt nhất, chắn bóng tốt nhất tại SEA Games 23 vào năm 2005, nhận được bằng khen của Thủ tướng Chính phủ, vận động viên ghi điểm nhiều nhất, chắn bóng tốt nhất CLB châu Á 2007 phụ công xuất sắc nhất VĐQG Thái Lan 2014, phụ công xuất sắc nhất CLB châu Á 2015. Ngọc Hoa là vận động viên Việt Nam duy nhất từng VĐQG tại 2 nền bóng chuyền Thái Lan và Việt Nam cũng như là vđv duy nhất có chiếc huy chương vàng ở đẳng cấp châu lục. Cô là thành viên của Đội tuyển bóng chuyền nữ quốc gia Việt Nam từ năm 2003 đến nay. Từ 2009 đến nay cô là đội trưởng đội tuyển bóng chuyền nữ Việt Nam. Năm 2013 Ngọc Hoa được CLB ATTC của Thái Lan mời sang thi đấu và ngay lần đầu tiên xuất ngoại cô đã giúp ATTC đứng thứ 3 chung cuộc cũng như giành giải phụ công xuất sắc nhất tại giải VĐQG Thái Lan 2014 và giành chức vô địch Siêu Cúp Thái Lan 2014 ngay sau đó. Năm 2015 cô chuyển sang thi đấu cho CLB Bangkok Glass, giúp BGVC trở thành đội vô địch giải VĐQG Thái Lan hai năm liên tiếp vào 2015 và 2016. Tháng 9/2015 cô tiếp tục cùng CLB BGVC thi đấu tại cúp bóng chuyền các CLB châu Á 2015 và góp công giành chức vô địch cho CLB này, đồng thời giành danh hiệu Phụ Công xuất sắc nhất đồng nghĩa với việc Ngọc Hoa sẽ cùng BGVC tham dự giải CLB thế giới 2016 tại Philippines. Tháng 9/2016, cô cùng BGVC dành hạng 3 chung cuộc cúp bóng chuyền các CLB châu Á 2016

### Gameshow
- Cơ hội đổi đời 2021

## Khen thưởng

### Cá nhân
- VTV Cup 2004: VĐV chắn bóng tốt nhất
- VTV Cup 2005: VĐV chắn bóng tốt nhất
- VTV Cup 2006: VĐV tấn công xuất sắc nhất
- VTV Cup 2006: VĐV trẻ xuất sắc nhất
- VTV Cup 2007:VĐV tấn công xuất sắc nhất
- VTV Cup 2008: VĐV chắn bóng xuất sắc
- VTV Cup 2009: VĐV xuất sắc nhất giải đấu
- VTV Cup 2009: VĐV tấn công xuất sắc nhất
- VTV Cup 2009: VĐV chắn bóng xuất sắc
- VTV Cup 2010: VĐV phát bóng xuất sắc
- VTV Cup 2010: VĐV xuất sắc nhất giải đấu
- VTV Cup 2011: VĐV phát bóng xuất sắc nhất
- VTV Cup 2012: VĐV chắn bóng tốt nhất
- VTV Cup 2013: VĐV xuất sắc nhất giải đấu
- VTV Cup 2014: VĐV xuất sắc nhất giải đấu
- VTV Cup 2015: Phụ công xuất sắc nhất giải đấu
- VTV Cup 2016: (Không tham dự)
- VTV Cup 2017: Phụ công xuất sắc nhất giải đấu
- Liên Việt PostBank Cup 2013: VĐV phát bóng xuất sắc nhất
- VTV Bình Điền Cup 2010: VĐV Xuất sắc nhất giải đấu
- VTV Bình Điền Cup 2012: VĐV Xuất sắc nhất giải đấu
- VTV Bình Điền Cup 2016: Best MB Phụ công xuất sắc nhất giải đấu
- Giải bóng chuyền Cup PV Đạm Cà Mau 2016: VĐV xuất sắc nhất giải đấu
- Seagame 2005: VĐV tấn công xuất sắc nhất
- Seagame 2005: VĐV chắn bóng xuất sắc nhất
- Seagame 2005: VĐV ghi nhiều điểm nhất
- Cúp bóng chuyền các CLB châu Á 2007: VĐV chắn bóng xuất sắc nhất.
- Cúp bóng chuyền các CLB châu Á 2007: VĐV ghi nhiều điểm nhất.
- Vô Địch Quốc gia Thái Lan 2013-2014: Best MB Phụ công xuất sắc nhất
- Cúp bóng chuyền các CLB châu Á 2015: Best MB Phụ công xuất sắc nhất

### Câu lạc bộ

#### VTV Bình Điền Long An

##### Vô địch Quốc gia:
- Quán quân: 2009, 2011, 2017, 2018, 2024
- Á quân: 2007, 2014
- Hạng ba: 2008, 2010, 2012, 2015, 2016, 2022

#### Ayutthaya A.T.C.C

##### Vô địch Quốc gia:
- Hạng ba: 2013-14

##### Thai-Denmark Super League
- Quán quân: 2014
- Hạng ba: 2013

#### Bangkok Glass

##### Vô địch Quốc gia:
- Quán quân: 2014-15, 2015-16
- Á quân: 2016-17

##### Asian Club Championship
- Quán quân: 2015
- Hạng ba: 2016